# 小川一作
小川 一作（おがわ いっさく、天保14年（1843年） - 没年不詳）は、幕末の武士。新撰組平士。
尾張藩の出身で、天然理心流の門下生。元治元年（1864年）10月、新撰組が江戸で第1次隊士募集を行なった際に入隊した。その後、上洛して11月の第1次行軍録では4番平士として記録されている。
慶応元年（1865年）5月の記録では小川の名は無いため、入隊から半年で離隊したものと推測される（『山崎丞名簿』）。